# Battaglia di Puerto Caballos (1603)
La battaglia di Puerto Caballos fu uno scontro militare nell'abito della guerra anglo spagnola che portò alla cattura della città e del porto di Puerto Caballos (attuale Puerto Cortés, Honduras) il 17 febbraio 1603 da parte di una flotta inglese al comando del corsaro Christopher Newport e di Michael Geare. Gli inglesi furono in grado di ottenere la vittoria dopo un breve scontro. Due galeoni spagnoli vennero catturati, uno dei quali venne successivamente dato alle fiamme. Il consorzio anglo-francese occupò l'area e dopo due settimane si ritirò col bottino catturato.

## Antefatto
Con la guerra anglo-spagnola ancora all'attivo, i corsari inglesi erano impegnati nel minacciare di continuo le navi spagnole nelle colonie. Un veterano di queste spedizioni era Christopher Newport che era da anni impegnato nei Caraibi e stagionalmente vi faceva ritorno. Questi aveva perso un braccio in una spedizione del 1590, ma questo non lo aveva fermato dal proseguire i combattimenti.
Nel novembre del 1602, all'avamposto di contrabbandieri di Tortuga, a nord di Hispaniola, Newport aveva avuto un incontro col capitano inglese Michael Geare (altro veterano delle razzie nello Spanish Main) il quale era a sua volta associato a tre schiavisti francesi che attendevano l'arrivo di un paio di galeoni spagnoli a Puerto Caballos (attuale Puerto Cortés, Honduras). I vascelli inglesi Archangel (300 tonnellate) e Neptune (350 tonnellate) di Geare e di Newport rispettivamente, assieme alla Phoenix di Anthony Hippons rappresentavano l'élite del gruppo di navi (in totale 8).
Newport aveva già razziato Puerto Caballos nel maggio del 1592, quando aveva catturato un mercantile da 200 tonnellate di carico. Conosceva l'area ma necessitava di rifornimenti e pertanto dovette dapprima far rotta in Giamaica. Il 24 gennaio 1603, facendo rotta per Puerto Caballos, la flottiglia anglo-spagnola razziò la Giamaica, ma gli spagnoli respinsero i loro attacchi. Newport ed i suoi soci si ritirarono con poche perdite.

## Lo scontro
Nella notte del 17 febbraio le navi inglesi seguite dalle navi francese raggiunsero il porto di Puerto Caballos e vi sbarcarono 200 uomini e dell'artiglieria leggera. Il gruppo sperava di abbordare i due galeoni spagnoli all'ancora nel porto e di distruggerli. I galeoni erano la Nuestra Señora del Rosario (600 tonnellate) del capitano Juan de Monasterios e la San Juan Bautista (400 tonnellate) di Francisco Ferrufino. Questi erano rispettivamente l'ammiraglia e la vice-ammiraglia della flotta della Nuova Spagna. Al sorgere del sole gli attaccanti utilizzarono l'effetto sorpresa verso i due galeoni, ma questo non ebbe successo e pertanto inglesi e francesi vennero costretti ad abbordare direttamente le due navi.
Gli spagnoli anteposero una strenua resistenza e cercarono di respingere gli attaccanti per un certo numero di ore, ma la Neptune di Newport e la Archangel di Geare iniziarono ben presto ad utilizzare l'artiglieria che avevano a bordo contro le navi nemiche. Entrambe le parti erano esauste ma alla fine gli inglesi riuscirono a prendere la Nuestra Señora del Rosario. Con ciò la San Juan Bautista, vedendo la propria posizione disperata, si arrese poco dopo. Per evitare un contrattacco spagnolo, Newport immediatamente ordinò l'attacco del porto. Dopo alcuni scontri gli spagnoli lasciarono la città ed in quasi otto ore gli inglesi ebbero il controllo dell'area. Le perdite di ambo le parti furono simili come entità, ma gli spagnoli in più dovettero consegnare 200 uomini come prigionieri, perlopiù marinai.

### L'occupazione
Inglesi e francesi, trionfanti, razziarono i vascelli e le strutture lungo la costa per i diciotto giorni consecutivi. Il bottino consistette in 200 sacchi di indaco, 3000 pelli e diversi pezzi d'artiglieria ricavati dai due galeoni catturati, oltre a diversi beni trovati nel villaggio. La Rosario era uscita dalla battaglia pesantemente danneggiata dai colpi ricevuti dalla Nepture e dalla Archangel nell'attacco finale. Newport decise suo malgrado di darla alle fiamme perché troppo malconcia per essere rimessa in mare, prendendosi però la Bautista.
Durante l'occupazione sorsero delle diatribe tra inglesi e francesi, non sul bottino, bensì sui prigionieri spagnoli. I francesi, infatti, volevano ucciderli tutti, mentre gli inglesi si rifiutavano di farlo. Newport non si espresse. Gli inglesi se ne andarono liberando prima i prigionieri, ma i francesi ne uccisero alcuni. Negli ultimi giorni dell'occupazione, Newport chiese anche dei riscatti.

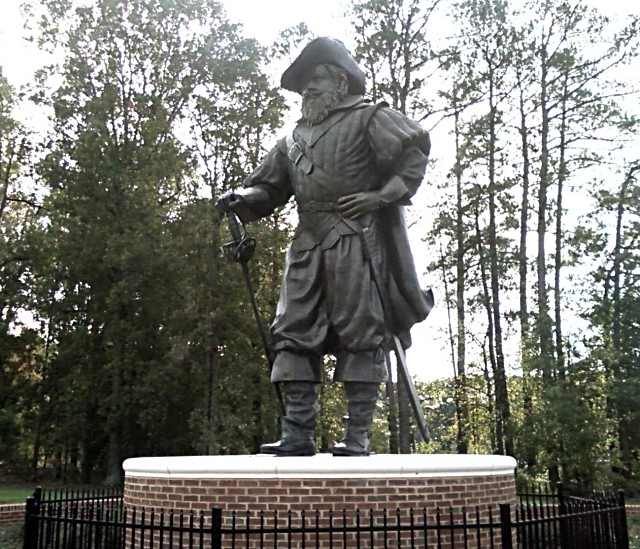
Statua di Christopher Newport alla Christopher Newport University

## Conseguenze
Il gruppo partì con la sola San Juan Bautista come preda, mentre come previsto la Rosario venne bruciata per le sue condizioni pessime. I francesi fecero rotta verso Hispaniola mentre gli inglesi si diressero verso Cuba. Puerto Caballos era già stata devastata diverse volte, ma dopo questo attacco di fatto non si riprese più.
Geare e Newport rimasero nei Caraibi sino a maggio e catturarono altre navi spagnole presso L'Avana. In quello stesso mese ripartirono per l'Inghilterra. Newport utilizzò il denaro ricavato da questa spedizione per la costituzione della Virginia Company; ritornerà nelle Americhe non più per razziare ma con John Smith, John Rolfe e George Somers per fondare il primo insediamento stabile inglese nel Nord America, la colonia di Jamestown.